# 선더 포스
《선더 포스》(Thunder Force, サンダーフォース)는 테크노소프트가 1983년에 발매한 게임, 및 그로부터 비롯된 시리즈의 총칭이다.

## 개요
2008년 12월 현재까지 시리즈로서 발매된 작품은 I에서 VI까지로 대별되는 여섯 개이며, 타기종으로 이식될 때 이식기종의 성능, 기능에 맞춰 내용이 수정 또는 추가된 경우가 많다.
본디 PC용으로 개발이 시작된 시리즈였으나, II가 X68000(ja)에서 메가드라이브로 이식된 것을 계기로 게임기로 기반을 옮겼다. 이후로 기기의 성능을 한계까지 활용하는 높은 수준의 게임으로 자리잡았다. 또한 기반했던 게임기가 세가의 기기인 메가드라이브와 새턴이었던 관계로 세가 기기를 대표하는 슈팅 게임 시리즈로 규정되기도 한다.
2001년에 테크노소프트가 파치스로 메이커인 트웬티원에 M&A되어 소멸된 이후, 세가가 트웬티원으로부터 저작권을 구입하여 V로부터 11년 만인 2008년에 정식 후속편인 VI을 내놓았다.

## 게임 시스템
일반적으로 본 시리즈는 횡스크롤 슈팅으로 인식되는 경우가 많지만, 이는 II부터로, I은 횡스크롤 스테이지가 아예 없을 뿐만 아니라 시스템 자체가 후속작들과는 상당히 다르며, II에도 I의 시스템을 이어받은 톱뷰 스테이지가 있다. 여기서는 II 이후의 시스템을 요약하며, I의 시스템에 대해서는 I의 문단을 참조하라.
본 시리즈의 특징적인 시스템으로는 여러 무기를 장비하고 이를 임의로 바꿔가면서 진행해 나가는 무기선택시스템을 들 수 있다. 일반적으로 처음부터 2연장의 대 전방 무기와 전후의 양 방향으로 발사되는 대 후방 무기를 기본 장비하고 있고, 아이템을 통해 최대 5∼6개의 무기를 장비할 수 있다. 또, 플레이어 기체의 주위를 회전하는 옵션인 클로(IV까지는 Claw, V부터는 CRAW) 역시 특징적이라 할 수 있다. 아울러 III부터는 플레이어 기체의 속도를 임의로 조정할 수 있는 기능이 추가되었다.

## 선더 포스
- 1983년∼ : X1, PC-8801, PC-8801mkIISR, PC-6001mkII, FM-7, MZ-1500, IBM-JX 등으로 발매. 다만 발매시기는 모두 제각각이며 X1판이 가장 먼저 나왔다.
- 1984년 : 맵 편집기인 선더 포스 콘스트럭션을 X1, PC-8801, PC-8801mkIISR, PC-9801, FM-7로 발매.

종스크롤 슈팅에서 일반적으로 쓰이는 톱뷰 시점이지만 종스크롤이 아닌 8방향 임의 스크롤 방식(플레이어 기체는 항상 화면 중앙에 위치)으로, 무기는 대공, 대지의 2가지를 각각의 버튼으로 발사하는 시스템이다. 이러한, 무기마다 버튼을 할당하는 시스템은 II에서 발사버튼과 무기변경버튼으로 바뀌면서 폐지되나 V에서 다시 채용되었다.
스테이지내에 흩어져 있는 지정 목표물을 모두 파괴하는 것으로 스테이지 후반(요새)이 시작되며 요새중심부를 파괴하면 스테이지가 끝난다.
시리즈 사상 가장 많은 기종으로 이식된 본작은 이식된 기종에 따라 많은 조정이 있다.
- X1판과 MZ-1500판에서는 게임 시작시 PSG를 이용한 음성합성으로 '선더포스'라고 말하는 연출이 있었다. 또한 이 두 기종은 자체 그래픽출력과 별도 배경을 합성시킬 수 있어 8색을 사용한 고속스크롤이 가능했다(그 외의 8비트 기종에서는 기기성능의 한계상 4색을 사용했다). 이 기술은 후일 IV의 오프닝에 활용되었다.
- PC-8801mkIISR판에서는 게임 시작시 톱뷰로 시점이 이동하여 게임 화면으로 이어지는 연출이 있다.

주 개발자는 요시무라 고토리(ja) 1985년에 테크노소프트를 퇴사하여 알시스소프트웨어를 창업했다.
메인BGM은 (PC-8801mkIISR판 기준) 로시니의 빌헬름 텔 서곡이 사용되었다.

### 스토리
온 항성계에서의 전투로 불리한 상황에 처해있던 은하연방은 소혹성을 개조한 적의 초거대 기지 다이라데이저 파괴를 위해 파이어 레오를 출격시킨다.

### 기체/캐릭터
- FIRE LEO : 다이라데이저 파괴를 목적으로 만들어진 우주용 폭격기. 조종사는 에이드라 판.

## 선더 포스 II
1988년 10월에 X68000으로 발매되었고 1989년 6월 15일에 메가드라이브로 선더 포스 2MD의 제목으로 이식 발매되었다.

## 선더 포스 III
1990년 6월 8일에 메가드라이브로 발매되었고, 같은 해 업소용으로 일부 내용을 변경하여 선더 포스 AC의 제목으로 이식되었다. 이어 이듬해에는 AC가 선더 스피리츠의 제목으로 슈퍼 패미콤으로 이식되었다.

## 선더 포스 IV
1992년 7월 24일에 메가드라이브로 발매되었다.

## 복각판
- 1996년 8월 27일 : IIMD와 III을 수록한 선더 포스 골드팩 1(새턴) 발매.
- 1996년 12월 6일 : AC와 IV를 수록한 선더 포스 골드팩 2(새턴) 발매.

공통적으로 난이도를 쉽게 할 수 있는 KIDS 모드의 탑재, 새로 만들어진 오프닝 동영상 등이 추가되었고, 보너스 트랙으로 어레인지된 음악도 수록되어 있다.
골드팩 1은 음악을 CD트랙으로 처리하여 중간에 무음 상태가 생길 수 있는 점이 큰 문제였고, 특히 IIMD는 효과음이 적지 않이 삭제되어 있다. 또 IIMD, III 모두 보스 캐릭터의 내구도가 줄어들었다.
골드팩 2는 음악을 내장음원을 사용하여 골드팩 1과 같은 문제는 없어졌으나, 효과음이 박력이 없어졌고, IV의 미사용곡 10곡이 삭제되었다. 반면, MD판 IV에서 문제점으로 지적되었던 그래픽 깨짐이 거의 해소되었다. 또, AC의 데이터를 활용하여 AC의 플레이어 기체(STYX)로 IV를 플레이하는 것이 가능하다.

## 선더 포스 V
1997년 7월 11일에 세가 새턴으로 발매되었고, 이듬해에 내용을 보강하여 선더포스 5 퍼펙트 시스템의 제목으로 플레이스테이션으로 이식 발매되었다.

## 선더 포스 VI(2000년)
V 이후 드림캐스트로 개발이 시작되어 2000년 10월에 오프닝에 해당하는 데모 영상이 발표되기에 이르렀다. 그러나 이듬해 테크노소프트 자체가 사라짐으로써 제작은 중단되었고, 이 VI에 사용될 예정이던 음악들을 활용한 동인 게임 브로큰 선더가 제작되었다. 또 이 데모는 세가가가의 부속 게임인 R720에도 사용되었다.

## 선더 포스 VI(2008년)
세가가 테크노소프트를 인수한 트웬티원으로부터 저작권을 구입하여 내놓은 정식 후속편. 2008년 10월 30일 발매되었으나 소비자들의 반응은 좋지 못했다.